# Komisja Planowania przy Radzie Ministrów
Komisja Planowania przy Radzie Ministrów – centralna jednostka organizacyjna rządu istniejąca w latach 1956–1988, która była kolegialnym organem Rady Ministrów w sprawach planowania społeczno-gospodarczego oraz planu zagospodarowania przestrzennego kraju i planów regionalnych.

## Historia

### Działalność w latach 1956–1984
Na podstawie ustawy z 1956 o utworzeniu przy Radzie Ministrów, Komisji Planowania i o zniesieniu Państwowej Komisji Planowania Gospodarczego ustanowiono Komisję Planowania. Do zakresu działania Komisji należało:
- opracowywanie i przedstawianie Radzie Ministrów wniosków określających główne kierunki polityki gospodarczej Państwa,
- opracowywanie projektów perspektywicznych, wieloletnich i rocznych planów gospodarczych,
- badanie przebiegu wykonania planów gospodarczych oraz opracowywanie i przedstawianie Radzie Ministrów wniosków dotyczących zastosowania środków zmierzających do zapewnienia wykonania planów,
- opracowywanie metod i trybu sporządzania planów gospodarczych,
- opracowywanie innych zagadnień, przewidzianych w szczególnych przepisach lub zleconych przez Radę Ministrów.

W skład Komisji wchodzili:
- Przewodniczący powoływany na wniosek Prezesa Rady Ministrów w trybie przewidzianym Konstytucją Polskiej Rzeczypospolitej Ludowej,
- zastępcy Przewodniczącego i członkowie Komisji powoływani przez Prezesa Rady Ministrów na wniosek Przewodniczącego Komisji[1].

### Działalność w latach 1984–1988

#### Zakres kompetencji
Na podstawie ustawy z 1984 o Komisji Planowania przy Radzie Ministrów przyjęto nowe regulacje dotyczące Komisji Planowania. Do zakresu działania Komisji Planowania należało inicjowanie, kierowanie i kontrolowanie opracowywania projektów, analiz i ocen realizacji planów perspektywicznych, narodowych planów społeczno-gospodarczych i centralnych planów rocznych oraz planu zagospodarowania przestrzennego kraju i planów regionalnych. W szczególności do zakresu działania Komisji Planowania należało inicjowanie, kierowanie i kontrolowanie prac nad:
- założeniami polityki społeczno-gospodarczej i zasadami polityki przestrzennego zagospodarowania kraju i regionów oraz programami rozwiązywania podstawowych problemów w tym zakresie,
- wariantami założeń oraz projektów planów perspektywicznych, planu zagospodarowania przestrzennego kraju i planów regionalnych, narodowych planów społeczno-gospodarczych i centralnych planów rocznych wraz z instrumentami i parametrami ekonomicznymi, określającymi warunki działania przedsiębiorstw państwowych i innych jednostek gospodarczych,
- prowadzeniem studiów przedplanowych i studiów dotyczących podstawowych problemów społeczno-gospodarczych kraju oraz opracowywaniem prognoz długoterminowych, uwzględniających cele społeczne i uwarunkowania rozwoju kraju,
- opracowywaniem długoterminowych założeń rozwoju stosunków gospodarczych z zagranicą, w tym udziału Polskiej Rzeczypospolitej Ludowej w socjalistycznej integracji gospodarczej, oraz prowadzeniem dwustronnej i wielostronnej koordynacji planów społeczno-gospodarczych z krajami – członkami Rady Wzajemnej Pomocy Gospodarczej i z innymi państwami socjalistycznymi,
- opracowywaniem założeń polityki inwestycyjnej i lokalizacyjnej, w tym w zakresie inwestycji centralnych,
- opracowywaniem założeń polityki przekształceń strukturalnych w gospodarce narodowej oraz kierunków postępu naukowo-technicznego, z uwzględnieniem sytuacji demograficznej kraju, zasobów pracy, kierunków kształcenia kadr kwalifikowanych oraz innych czynników i uwarunkowań w tym zakresie,
- bilansowaniem podstawowych surowców, energii, materiałów i wyrobów,
- opracowywaniem bieżących i okresowych analiz, ocen i prognoz rozwoju społeczno-gospodarczego i realizacji planów centralnych,
- sporządzaniem ocen funkcjonowania systemu kierowania i zarządzania gospodarką narodową i opracowywaniem, na podstawie wyników tych ocen, propozycji zmian i doskonalenia tego systemu, w tym narzędzi i parametrów sterowania gospodarką, w celu zapewnienia skutecznej realizacji planów centralnych, a zwłaszcza osiągnięcia rozwoju gospodarki i wzrostu jej efektywności[2].

Prezes Rady Ministrów na wniosek Przewodniczącego Komisji Planowania:
- ustalał naczelne i centralne organy administracji państwowej, których przedstawiciele wchodzili w skład Komisji Planowania; przedstawicieli tych organów wyznaczał odpowiednio minister bądź kierownik urzędu centralnego,
- powoływał dalszych członków Komisji Planowania spośród działaczy państwowych, gospodarczych i społecznych oraz pracowników naukowych.

#### Skład Komisji
W skład Komisji Planowania wchodzili:
- Przewodniczący Komisji Planowania,
- członkowie Prezydium Komisji Planowania:
  - Przewodniczący Komisji Planowania,
  - pierwszy zastępca i zastępcy przewodniczącego Komisji Planowania,
  - Minister Finansów.
- członkowie[2].

Prezes Rady Ministrów na wniosek Przewodniczącego Komisji Planowania, mógł powoływać w skład Prezydium Komisji Planowania także inne osoby.
Komisja Planowania na posiedzeniach plenarnych rozpatrywała i oceniała:
- założenia polityki społeczno-gospodarczej i przestrzennej kraju,
- wybrane programy rozwiązywania podstawowych problemów kraju,
- założenia do planów perspektywicznych, narodowych planów społeczno-gospodarczych i centralnych planów rocznych oraz do planu zagospodarowania przestrzennego kraju,
- zasady i tryb przeprowadzania konsultacji społecznych w sprawach założeń i projektów planów oraz wyniki tych konsultacji,
- analizy roczne wykonania narodowych planów społeczno-gospodarczych,
- propozycje doskonalenia systemu kierowania i zarządzania gospodarką narodową,
- inne sprawy, wniesione przez Przewodniczącego Komisji Planowania.

#### Zakres działania Prezydium Komisji
Prezydium Komisji Planowania:
- rozpatrywało projekty planów perspektywicznych, projekty wariantów narodowych planów społeczno-gospodarczych i centralnych planów rocznych, projekty narodowych planów społeczno-gospodarczych i centralnych planów rocznych, w tym w zakresie zamówień rządowych i programów operacyjnych, projekt planu zagospodarowania przestrzennego kraju, a także projekty sprawozdań z wykonania tych planów,
- rozpatrywało analizy i oceny wykonania planów centralnych,
- podejmowało w uzgodnieniu z właściwymi naczelnymi i centralnymi organami administracji państwowej, postanowienia koordynacyjne w zakresie przygotowywania planów centralnych oraz programów gospodarczych o charakterze międzyresortowym,
- rozpatrywała inne sprawy, przedstawione przez Przewodniczącego Komisji Planowania.

### Zniesienie Komisji
Na podstawie ustawy z 1988 r. o utworzeniu Centralnego Urzędu Planowania zlikwidowano Komisję Planowania przy Radzie Ministrów.

## Przewodniczący Komisji
- 1956–1968 – Stefan Jędrychowski
- 1968–1970 – Józef Kulesza
- 1970–1971 – Stanisław Majewski
- 1971 – Witold Trąmpczyński, p.o.
- 1971–1975 – Mieczysław Jagielski
- 1975–1980 – Tadeusz Wrzaszczyk
- 1980–1981 – Henryk Kisiel
- 1981–1982 – Zbigniew Madej
- 1982–1983 – Janusz Obodowski
- 1983–1987 – Manfred Gorywoda
- 1987–1988 – Zdzisław Sadowski
- 1988 – Stanisław Długosz, p.o.